# NGC 4841A
NGC 4841A (другие обозначения — NGC 4841-1, DRCG 27-240, UGC 8072, ZWG 160.44, MCG 5-31-26, KCPG 361A, PGC 44323, GMP 4822) — эллиптическая галактика (E) в созвездии Волос Вероники.
Для галактики были проанализированы разные модели тёмного гало, в разных случаях отношение массы к светимости составляет 5—6,5 солнечных единиц. Показывает явные следы взаимодействия с NGC 4841B.
Этот объект не входит в число перечисленных в оригинальной редакции «Нового общего каталога» и был добавлен позднее.